# Brandan Timur
Brandan Timur is een bestuurslaag in het regentschap Langkat van de provincie Noord-Sumatra, Indonesië. Brandan Timur telt 5061 inwoners (volkstelling 2010).